# 稀土掘金
稀土掘金，简称掘金，是中国的一个开发者技术类内容分享社区。

## 歷史
它在2014年11月由自劍橋大學毕业的阴明成立，其关联公司“北京北比信息技术有限公司”于2015年1月成立。2015年8月掘金网站上线，當時域名為“juejin.im”。成立後完成過3輪融資，2017年完成2000万元的A轮融资，當時市值為1.3亿元人民币。2020年，掘金被字節跳動收購，北京北比信息技术有限公司成为字节跳动的全资子公司。